# Marc-André Grynbaum
Marc-André Grynbaum est un producteur et réalisateur français.

## Biographie
Il travaille dans l'affaire familiale, une maison de vente de pulls en gros située dans le quartier du Sentier, quand il décide de s'orienter vers le cinéma. Il est d'abord impresario, avant d'écrire et tourner son premier  film Rock and Torah inspiré de sa propre vie.
Il réalise en 2006 Police Blues, une comédie avec Bernard-Pierre Donnadieu, Bud Cort, Louise Fletcher et David Soul.
Le tribunal correctionnel de Paris, par jugement du 30 mars 2023, le déclare « coupable d’escroqueries commises au préjudice du CNC et ainsi avoir perçu indûment des aides financières de celui-ci. ».

## Filmographie

### Producteur
- 1983 : Rock and Torah (+ réalisateur)
- 1986 : Le bonheur a encore frappé de Jean-Luc Trotignon
- 1988 : Dernier Cri de Bernard Dubois
- 1988 : Mangeuses d'hommes de Daniel Colas
- 2005 : Un été surréaliste de Fabrice Tempo
- 2018 : Avant l'aurore de Nathan Nicholovitch[3]

### Réalisateur
- 1983 : Rock and Torah
- 1998 : Police Blues (La Sixième Piste)[4]